# Galeses
Os galeses (em galês:  Cymry) são um grupo étnico e uma nação associados com o País de Gales e a língua galesa.
O historiador John Davies afirma que a origem da nação galesa remonta ao fim do século IV e início do V, com o abandono da Britânia pelos romanos, embora acredite-se que as línguas celtas britônicas já existissem na região muito antes. O termo 'povo galês' se aplica às pessoas de descendência do País de Gales, que se veem (ou são vistos) como pertencendo a uma herança cultural e origem ancestral comum.
Uma análise da geografia dos sobrenomes galeses encomendada pelo Governo da Assembleia do País de Gales chegou à conclusão que 718 000 pessoas, ou quase 35% da população do País de Gales, tem um sobrenome de origem galesa, comparado com 5,3% no resto do Reino Unido, 4,7% na Nova Zelândia, 4,1% na Austrália e 3,8% nos Estados Unidos; cerca de 16,3 milhões de pessoas nos países estudados teriam ancestrais galeses.

## História
Ver também Durante o período em que estiveram na Britânia, os antigos romanos encontraram tribos no território do País de Gales, que chamaram de ordovicos, démetas, siluros e deceanglos. O povo que habita o território do atual País de Gales não se distinguia do que habitava o resto da Britânia meridional; todos eram conhecidos como bretões e falavam a mesma língua britânica, uma língua céltica britônica. A língua e a cultura céltica parecem ter chegado na Britânia durante a Idade do Ferro, embora alguns arqueólogos argumentem que não existe evidência de grandes migrações realizadas neste período para a Grã-Bretanha. Também já se levantou a hipótese de que as línguas indo-europeias poderiam ter sido introduzidas às ilhas Britânicas já no início do Neolítico (ou até mesmo antes), e as línguas goidélicas e britônicas teriam se desenvolvido localmente. Outras hipóteses sustentam que a semelhança próxima entre os ramos goidélicos e britônicos, e a maneira com que partilham uma terminologia pertencente ao fim da Idade do Bronze e início da Idade do Ferro com seus parentes continentais indicariam uma introdução mais recente dos idiomas indo-europeus nas ilhas, com o proto-celta tendo existido até no máximo o fim do segundo milênio a.C.. A evidência genética, neste caso, indicaria que a mudança para os idiomas celtas na Britânia teria ocorrido na forma de uma mudança cultural, e não de uma migração, como se acreditava anteriormente.
Alguns estudos genéticos recentes dão suporte à ideia de que as pessoas que habitam as Ilhas Britânicas provavelmente descendiam principalmente da população europeia indígena paleolítica (caçadores-coletores da Idade de Pedra Arcaica), cerca de 80%, com uma quantidade menor de influxo de povos neolíticos (fazendeiros do fim da Idade da Pedra). Os europeus paleolíticos parecem ter sido uma população homogênea, possivelmente devido a um gargalo genético (um evento próximo à extinção) na Península Ibérica, onde uma pequena população humana parece ter sobrevivido à glaciação, espalhando-se para o resto do continente durante o Mesolítico. A marca genética presumida destes recém-chegados neolíticos é vista como um cline, com uma carga neolítica mais forte no leste da Europa e uma paleolítica na Europa ocidental. A maioria dos habitantes do País de Gales nos dias de hoje se vê como celtas modernos, alegando para si uma herança que data das tribos da Idade do Ferro que, com base nas análises genéticas recentes, parece ter tido uma origem indígena predominantemente paleolítica e neolítica. Quando as legiões romanas abandonaram a Britânia, por volta do ano 400 d.C., uma cultura romano-britânica persistiu nas regiões que haviam sido colonizadas pelos romanos, enquanto as culturas pré-romanas continuaram a existir nas outras.
Em dois livros publicados recentemente, Blood of the Isles, de Brian Sykes, e The Origins of the British, de Stephen Oppenheimer, ambos os autores afirmam que, de acordo com as evidências genéticas, a maior parte dos galeses - como a maior parte dos britões, têm suas origens na Península Ibérica, como resultado de diferentes migrações ocorridas durante os períodos Mesolítico e Neolítico, que construíram os alicerces da população atual das Ilhas Britânicas, e indicam uma relação antiga entre as populações da Europa Atlântica. Para Oppenheimer, 96% das linhagens de Llangefni, no norte do País de Gales, vêm da Ibéria. As pesquisas genéticas do cromossomo Y mostraram que os galeses, como os irlandeses, partilham grande proporção de sua ancestralidade com os bascos no norte da Espanha e sudoeste da França, embora os galeses tenham um influxo neolítico presumido maior que tanto os irlandeses quanto os bascos. O marcador genético R1b está presente numa média de 83-89% dos galeses.

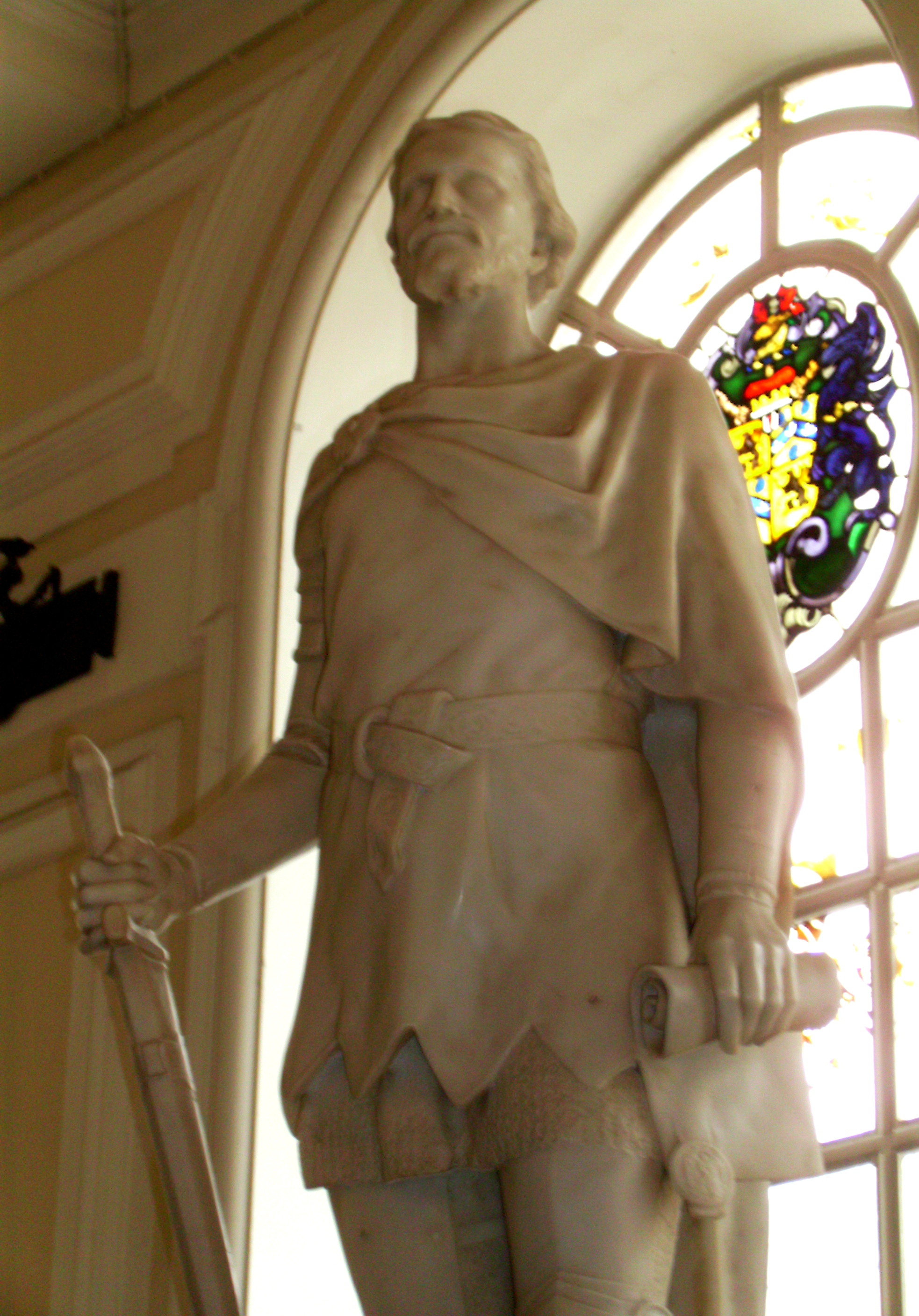
Escultura de Owain Glyndŵr, último galês a deter o título de Príncipe de Gales.

O povo que habita a região do País de Gales atual continuou a falar línguas britônicas com alguns acréscimos do latim, assim como fizeram outros celtas em outras regiões da Grã-Bretanha. O poema histórico Y Gododdin, em galês antigo, refere-se ao reino britônico de Gododdin, com capital em Din Eidyn (Edimburgo), que se estendia da área de Stirling até o rio Tyne. John Davies situa a alteração do britônico para o galês entre 400 e 700. O Dique de Dyke foi erguida no meio do século VIII, formando uma barreira entre Gales e Mércia.
O processo através do qual a população indígena de 'Gales' passou a se considerar 'galeses' não é claro. Existem diversas evidências do uso do termo Brythoniaid ("britões"); em contrasnte, o uso mais antigo da palavra Kymry (referindo-se não ao povo, porém à terra - e possivelmente também referindo-se ao norte da Britânia, além do território atual do País de Gales) pode ser encontrado num poema que data de 633. O nome da região do norte da Inglaterra conhecida atualmente como Cúmbria teria a mesma origem. Apenas de modo gradual Cymru (para se referir à região) e Cymry (ao povo) suplantaram o termo 'britão'. Embora o idioma galês certamente já fosse usado então, o historiador Gwyn A. Williams afirma que mesmo na altura da construção do Dique de Dyke as pessoas se viam como romanos, citando o número de inscrições que ainda eram feitas no século VIII. Não se pode afirmar com certeza, no entanto, se estas inscrições indicam um uso geral ou normativo do latim, como forma de identidade ou apenas um uso seletivo feito pela Igreja Cristã.
O termo Cymry é derivado do britônico combrogi, que significa "compatriotas", e Cymru traz consigo um sentido de "terra dos compatriotas", "nosso país", e noções de fraternidade. O nome "Gales", no entanto (em inglês, Wales), é um exônimo que vem do germânico walha, um termo que significa "estranho" ou "estrangeiro", e era usado especialmente para povos que haviam sido romanizados.
Existem duas palavras no galês moderno para se referir aos ingleses, refletindo a ideia tida por alguns de que os atuais ingleses seriam descendentes de diversas tribos germânicas (embora existam poucas evidências para a extinção dos habitantes pré-germânicos da Inglaterra, e que este ponto de vista ignore tanto os colonizadores escandinavos daquele território e as influências romanas e normando-francesas no idioma, cultura e identidade inglesas): Saeson (singular: Sais), que originalmente significava saxão; e: Eingl, que significa anglo. O idioma inglês é chamado de Saesneg, e a Inglaterra é chamada de Lloegr em galês.
Após a Conquista Normanda houve alguma imigração ao País de Gales; diversos normandos encorajaram a imigração para as novas terras, e a Linha Landsker, que devide ingleses (Englishry) e galeses (Welshry) em Pembrokeshire "ainda é perceptível nos dias de hoje. Os termos Englishry e Welshry, para se referir a cada um destes dois grupos étnicos, também são usados na península de Gower.
A população do País de Gales aumentou de 587 128, em 1801, para 1 162 139 em 1851, e atingiu os 2 420 921 de habitantes em 1911. Parte deste aumento pode ser atribuído à transição demográfica vista na maior parte dos países em industrialização durante a Revolução Industrial, à medida que as taxas de mortalidade diminuíram e as taxas de natalidade permaneceram estáveis. Houve, no entanto, grande migração de pessoas para o país durante o período; os ingleses foram o grupo mais numeroso, porém também houve números significativos de imigrantes irlandeses e de outros grupos étnicos. incluindo italianos que se fixaram no sul de Gales. O país também recebeu imigrantes de diversas partes da Comunidade Britânica de Nações durante o século XX, e diversas comunidades afro-caribenhas e asiáticas contribuíram para a mistura etnocultural, especialmente nos centros urbanos. Recentemente, partes do País de Gales têm presenciado um aumento no número de imigrantes vindos dos novos países da União Europeia, como a Polônia.